# Városligeti kutyás élménypark
2018-ban adták át a budapesti Városligetben azt a kutyás élményparkot, amely a Liget Budapest projekt keretében jött létre, és több mint 5000 négyzetméteren terül el a park Hermina út felőli részén. A terület körbekerített és három tematikus részre van osztva, a kutyák homokos és füves játszóhelyek között választhatnak, szlalompálya, ásóhely, illetve dombok, alagutak és egy vízi játékra alkalmas rész is helyet kapott a területen, melynek tervezésébe az EB OVO kutyás egyesületet is bevonták. A területen itatásra és fürdetésre alkalmas vízcsapokat is elhelyeztek, valamint szeméttárolók, padok és egyéb parkelemek is találhatóak itt. 

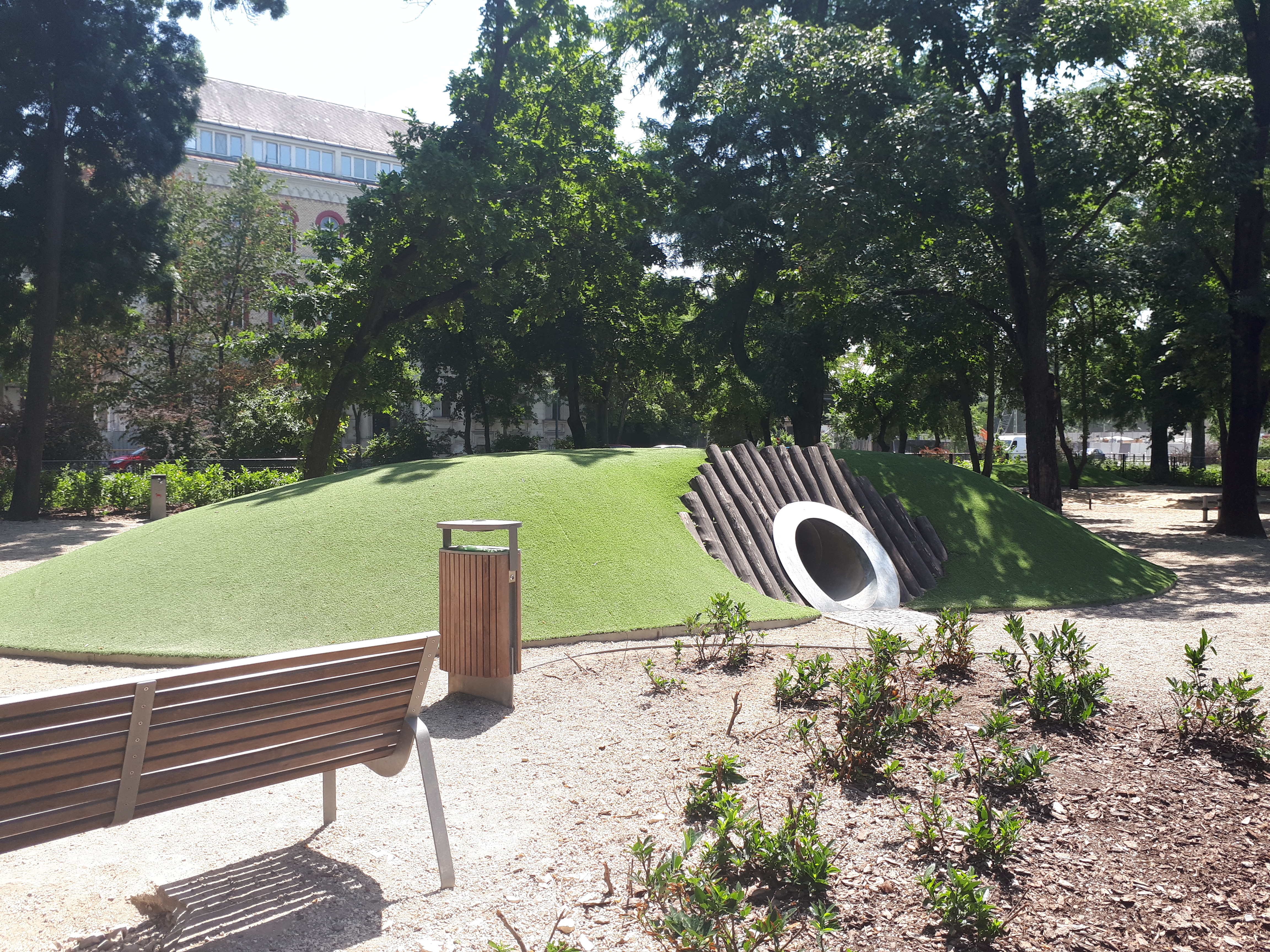
Városligeti kutyás élménypark

A Hermina út melletti árnyas parkrészen kívül 2020-ban még két olyan körbekerített parkrészt alakítottak ki a Városligetben, amelyek kifejezetten kutyáknak szántak, ezek az Ajtósi Dürer sor és a Stefánia út kereszteződéséhez közel találhatóak. A két tágas kutyafuttató közül az egyiket kifejezetten a nagytestű, másikat a kistestű kutyáknak tartják fenn. Itt is ugrató-, szlalom- és ügyességi pálya illetve, dombok és alagutak várják a kutyákat, és itatási lehetőség is adott, ahogy a kutyapiszok gyűjtő is.  

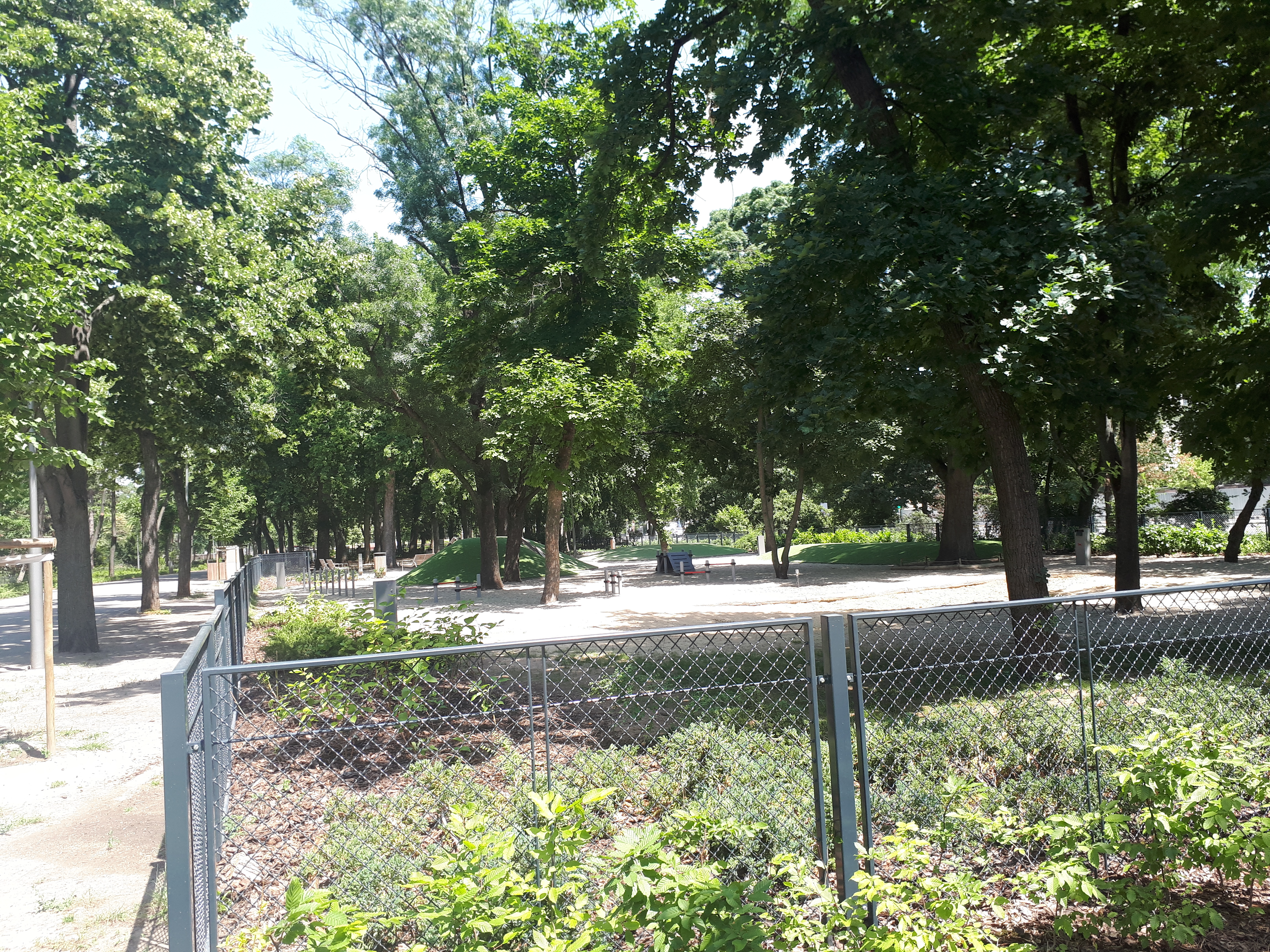
Elkerített kutyapark
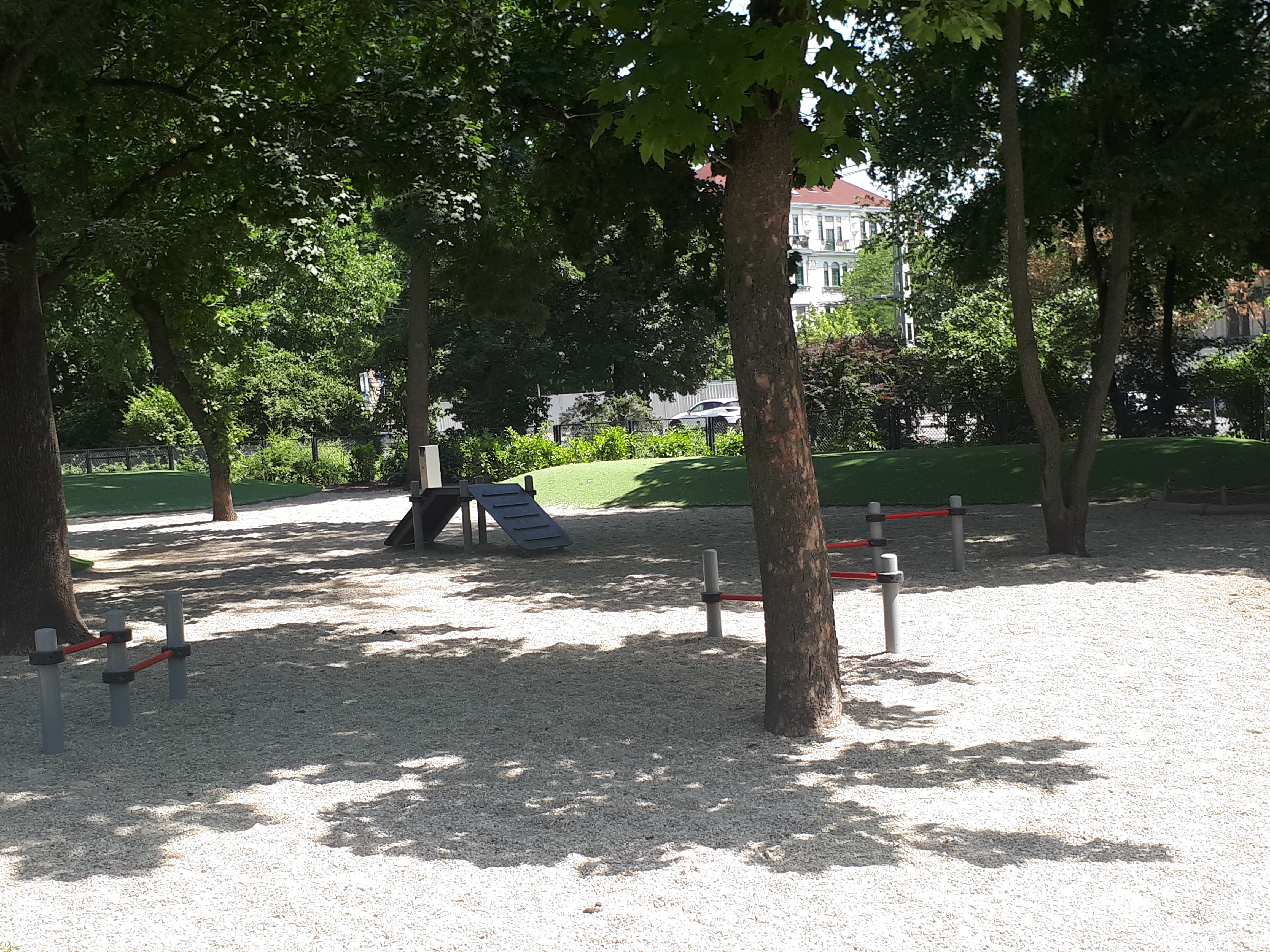
Játszótér ebeknek
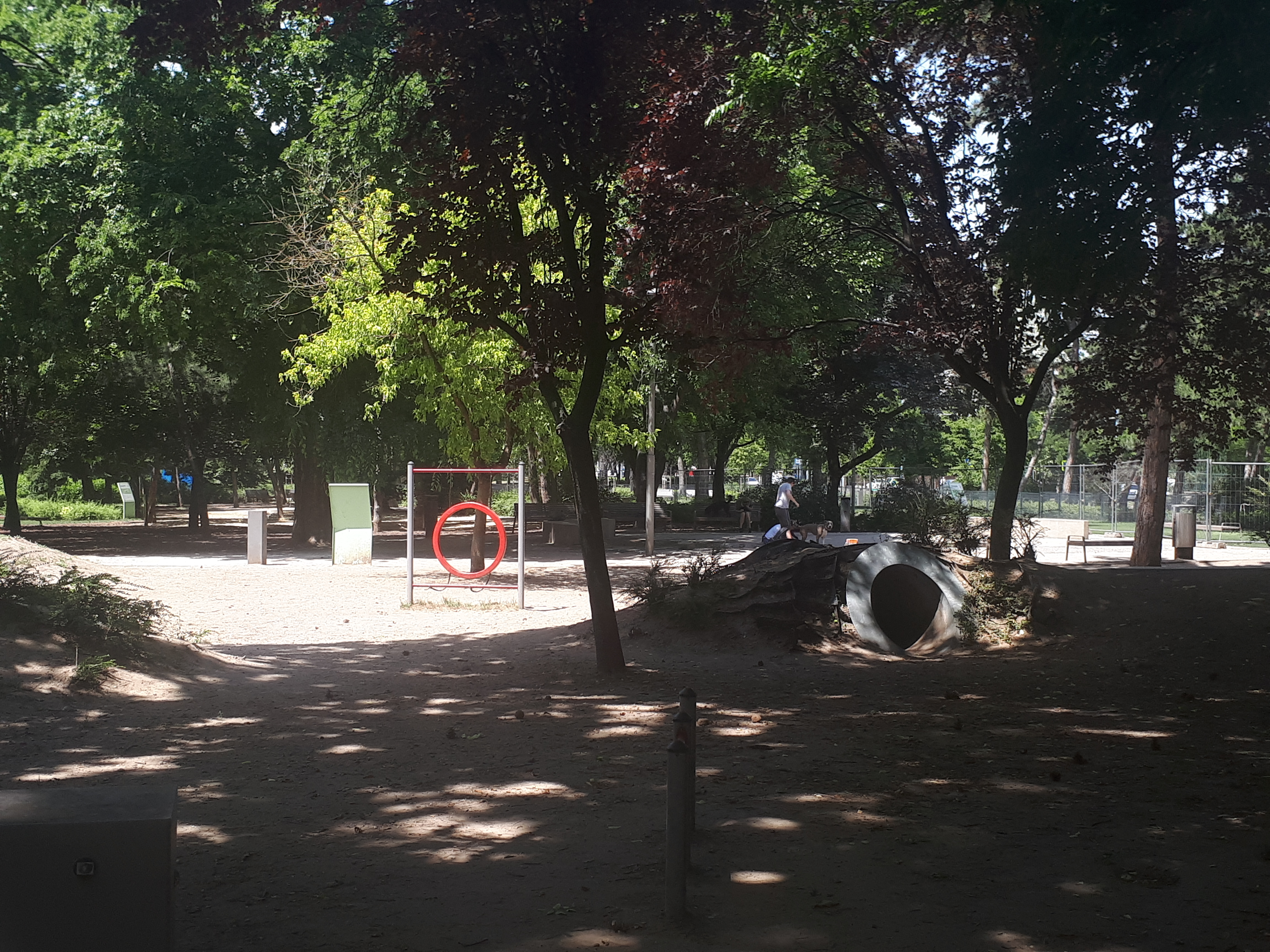
Árnyas rész a kutyaparkban
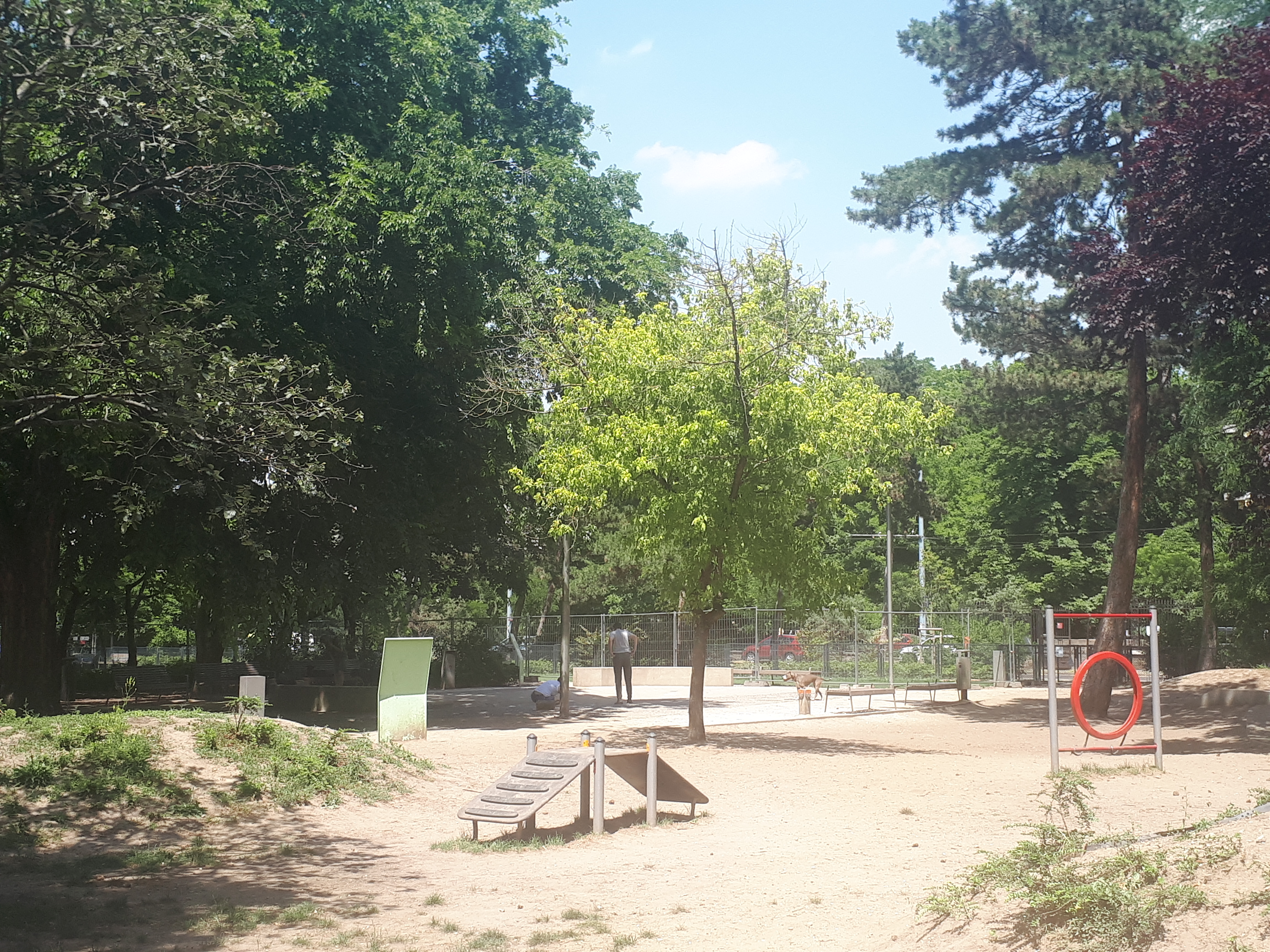
Játszóelemek a kutyáknak